# Dan Schatzeder
Daniel Ernest Schatzeder (né le 1er décembre 1954 à Elmhurst, Illinois, États-Unis), est un ancien lanceur gaucher au baseball. Il a joué dans les Ligues majeures pour 9 équipes, de 1977 à 1991.

## Carrière
Dan Schatzeder est un choix de troisième ronde des Expos de Montréal en 1976. Il fait ses débuts dans les majeures en fin de saison l'année suivante, à l'âge de 22 ans. Utilisé à six reprises, dont trois fois comme lanceur partant, il signe 2 gains contre une seule défaite en 1977.
À sa saison recrue en 1978, il est surtout utilisé comme partant et présente un dossier de 7-7. Il enchaîne en 1979 avec une fiche de 10-5 en 21 départs, présentant une très bonne moyenne de points mérités de 2,83.
Échangé aux Tigers de Detroit en décembre 1979 pour Ron LeFlore, il remporte un sommet personnel de 11 victoires avec sa nouvelle équipe. Après deux saisons dans la Ligue américaine, il revient dans la Nationale avec les Giants de San Francisco en 1982 et est rapatrié en cours de saison par les Expos. Son second séjour à Montréal se termine en 1986.
Schatzeder, devenu à partir de 1986 un lanceur de relève, joue par la suite pour les Phillies de Philadelphie (1986-1987), les Twins du Minnesota (1987), les Indians de Cleveland (1988), à nouveau les Twins (1988), les Astros de Houston (1989-1990), les Mets de New York (1990) et les Royals de Kansas City (1991).
En 504 parties jouées dans les majeures, le lanceur gaucher a été utilisé à 121 reprises comme partant et a œuvré durant 1317 manches au monticule. Sa fiche victoires-défaites est de 69-68, avec 18 matchs complets, 4 blanchissages, 10 sauvetages en relève et 748 retraits sur des prises. Sa moyenne de points mérités s'élève à 3,74.
Avec les Twins du Minnesota en 1987, il a blanchi son ancienne équipe, les Tigers de Detroit, pendant 4 manches et un tiers dans la Série de championnat de la Ligue américaine. Puis il aida les Twins à remporter la Série mondiale 1987, étant crédité de la victoire dans le match #6 de la finale contre les Cardinals de Saint-Louis.
Frappeur plutôt doué, chose rare pour un lanceur, Dan Schatzeder a frappé, incidence encore moins fréquente, cinq coups sûrs comme frappeur suppléant avec les Expos et les Phillies en 1986.